# Hannawa Falls, New York
Hannawa Falls, New York (енгл. Hannawa Falls) насељено је место без административног статуса у америчкој савезној држави Њујорк.

## Демографија
По попису из 2010. године број становника је 1.042.
| Група             | 2000.    | 2010.         |
| Белци             | 0 (0,0%) | 1.018 (97,7%) |
| Афроамериканци    | 0 (0,0%) | 4 (0,4%)      |
| Азијати           | 0 (0,0%) | 3 (0,3%)      |
| Хиспаноамериканци | 0 (0,0%) | 9 (0,9%)      |
| Укупно            | 0        | 1.042         |